# Punta Nera (bergstopp i Schweiz, Valais)
Punta Nera är en bergstopp i Schweiz.   Den ligger i distriktet Goms och kantonen Valais, i den södra delen av landet, 90 km sydost om huvudstaden Bern. Toppen på Punta Nera är 3 108 meter över havet, eller 86 meter över den omgivande terrängen. Bredden vid basen är 0,70 km.
Terrängen runt Punta Nera är huvudsakligen bergig. Närmaste större samhälle är Naters, 18,0 km väster om Punta Nera. 
Trakten runt Punta Nera består i huvudsak av gräsmarker. Runt Punta Nera är det ganska glesbefolkat, med 24 invånare per kvadratkilometer.